# 헤어드레서 (1995년 영화)
"헤어드레서"는 한국에서 제작된 최진수 감독의 1995년 코미디 영화이다. 안성기 등이 주연으로 출연하였고 김명하 등이 제작에 참여하였다. 해태그룹 계열의 광고회사인 코래드가 제작한 영화이다.

## 배역
- 안성기 : 앙리 박 역
- 지수원 : 이금주 역
- 이혜영 : 제니스 장 역
- 조형기 : 이춘기 역
- 명계남 : 배 국장 역
- 최종원 : 로젠 리 역

## 수상
- 1995년 제16회 청룡영화상
  - 기술상 - 윤정섭